# 2009 au Koweït
Cet article présente les faits marquants de l'année 2009 au Koweït.

## Évènements

### Février
- Mardi 10 février 2009 : Le nouveau ministre du Pétrole, le cheikh Ahmad Abdallah al-Sabah, membre de la famille régnante, a prêté serment devant le Parlement mais a été immédiatement contesté par des députés de l'opposition qui ont critiqué sa nomination en arguant qu'il avait été questionné par le Parlement sur sa gestion lorsqu'il était ministre de la Santé et avait dû démissionner il y a deux ans. Banquier d'origine, Ahmad avait fait son entrée au gouvernement pour la première fois en 1999 comme ministre des Finances. En tant que ministre de la Santé, il avait été obligé de démissionner en mars 2007 après une motion de censure à son encontre déposée par 10 députés pour mauvaise gestion. Le gouvernement avait alors démissionné et Ahmad n'avait pas été reconduit.

- Mercredi 11 février 2009 : Le président français Nicolas Sarkozy est en visite à Koweït city, troisième étape de sa tournée dans des monarchies du Golfe, pour s'entretenir avec l'émir Sabah al-Ahmed Al-Sabah et assister à la signature d'une déclaration commune sur la diversification de l'économie et l'environnement, et une autre sur les relations bilatérales. Des contrats dans le domaine de la santé ont également être ratifiés.

### Mars
- Mardi 10 mars 2009 : Une importante tempête de sable a interrompu les exportations pétrolières, provoquant la fermeture des trois ports mais les trois raffineries du pays fonctionnent normalement. Bien que les avions aient des difficultés à atterrir les avions ont continué de décoller normalement de l'aéroport international de Koweït, à l'exception d'un seul avion.

- Vendredi 13 mars 2009 : Le vice-premier ministre koweïtien, qui s'exprimait à l'issue d'une entrevue avec le président français Nicolas Sarkozy, annonce que les deux pays vont entamer une collaboration sur le nucléaire civil. Une prise de participation dans le groupe Areva a aussi été évoquée.

- Mardi 17 mars 2009 : démission du gouvernement à la suite d'un nouveau conflit avec le parlement. L'émir accepte la démission du gouvernement de son neveu, cheikh Nasser Al-Mohammed Al-Sabah et lui demande d'expédier les affaires courantes. La presse estime que l'émir du Koweït, cheikh Sabah al-Ahmad Al-Sabah, pourrait opter pour une suspension de deux ans de la vie parlementaire et devrait être accompagnée de mesures destinées à « mettre de l'ordre dans la maison Koweït ». Depuis que le Koweït a opté pour le système parlementaire en 1962, le Parlement a été suspendu deux fois en raison de conflits entre l'exécutif et le législatif.

- Mercredi 18 mars 2009 : Le gouvernement approuve un décret prévoyant la dissolution du Parlement et la convocation d'élections anticipées dans les deux mois.

### Avril
- Lundi 13 avril 2009 : Le Koweït promulgue le plan de relance de 5 milliards de dollars destiné à venir en aide aux firmes d'investissement en difficulté et à encourager les prêts bancaires afin de soutenir son économie affectée par la crise mondiale. Ce plan, était bloqué depuis environ deux mois au Parlement qui a été dissous au terme d'une crise politique. L'état doit notamment garantir 50 % des nouveaux crédits et apporte aussi sa garantie pendant 15 ans contre le risque de dévaluation des portefeuilles d'investissement et immobiliers.

### Mai
- Dimanche 17 mai 2009 : Les élections législatives ont été marquées par un recul de la mouvance islamiste sunnite et l'entrée pour la première fois de 4 femmes élues. Au total 21 nouveaux députés font leur entrée au Parlement sur les 50 sièges. Le taux de participation a été de 58 % en recul par rapport à 2008 (65 %)[1].

### Juin
- Lundi 8 juin 2009 : Le Bloc de l'Action populaire, un groupe nationaliste, accuse le ministre de l'Intérieur, membre de la famille régnante des Al-Sabah, de corruption en achetant des voix lors des dernières élections législatives, d'avoir ordonné aux services secrets d'installer des caméras pour surveiller des rassemblements de l'opposition et d'avoir commis plusieurs violations administratives et financières[2].

### Juillet
- Mercredi 29 juillet 2009 : La libération du prisonnier Koweïtien de Guantanamo, Khaled Al-Mutairi, est ordonnée par une juge fédérale américaine. Il avait été arrêté au Pakistan en 2001[3].